# 台灣愛兔協會
社團法人台灣愛兔協會（Taiwan Rabbit Saving Association）成立於2009年2月2日，是台灣第一個以流浪兔、棄兔與寵物兔飼養議題為主的公益組織，也是橫跨寵物(寵物兔)與野生動物保育(台灣野兔)的議題的單位。最初會址設於台北市北投區，2014搬遷至台北市內湖區，2021年遷至現址。2019年於高雄市前鎮區成立收容急難動物的據點「高雄愛兔之家」。該會創立之初即開辦「兔子姐姐教室」長期投入動保教育宣傳正確飼養觀念。該協會同時提供天竺鼠救援與安置服務。

## 重大議題/事件
- 2009年6月，台北市議員吳思瑤與愛兔協會共同發起「I LOVE U-兔」活動，提出五點訴求呼籲政府重視非犬貓小動物的動物權利。[10]
- 2009年12月，藝術家洪易於展覽使用幼兔及烏龜因照顧不當失溫死亡，該協會救援回剩餘寵物兔。[11][12][13][14][15]
- 2009年12月，拾獲台灣野兔，經特生中心王醫師指導，正式開始把野兔議題帶入寵物飼主圈，並教育大眾寵物與原生動物的差異。[16]
- 2010年7月，薇閣寵物連鎖店倒閉事件，該會協助收容照顧所遺留的數百隻鼠、兔、天竺鼠等小型哺乳類動物[17][18][19]
- 2010年9月，該協會成功收回長期被兔肉推廣網站占用的網域 rabbit.org.tw，並將網域回歸原本(.org)非營利公益用途。[20]
- 2010年起，連續多年於東海大學開設寵物幸福學講座(有學分的正式課程) [21][22]
- 2011年，自行試辦寵物兔晶片管理制度，並獲台北市動保處認可。[23]
- 2017年4月，全愛兔之家成為首間寵物兔登記站。[24]
- 2012年5月，藝人徐明以愛護動物為藉口舉辦兔展覽並「客製化」繁殖巨兔，經該協會抗議後取消「客製化」繁殖。[25][26][27][28]
- 2012年10月，首度將隱匿於山區的鼠兔小動物繁殖場實況公諸於世，讓主管機關進行稽查與開罰。[29][30][31][32]
- 2014年開設的動保志工訓練班中、特別開辦認識台灣野兔的野保基礎課程 (邀約特生中心研究員主講)
- 2015年4月，立法委員王育敏與台灣防止虐待動物協會提出《化粧品衛生管理條例》修正草案，之後在立法院與愛兔協會共同召開記者會呼籲修法。[33][34][35][36]
- 2015年8月，結束中區動物觀光農場，並將兔兔救援回愛兔之家照顧。[37]
- 2015年12月，廈門街天竺鼠兔繁殖爆量案件。[38]
- 2015年11月，揭發嘉華中學生物老師於教室中非法活兔解剖示範。[39][40][41]
- 2016年、協助民眾轉介南投拾獲台灣野兔幼兔兩隻 (轉野生動物急救站)
- 2016年與APA合作在特生中心辦理短期營隊，除了認識野兔外野培養原生動物保育觀念 (特生中心教授主講)。
- 2016年 7月，該協會志工舉發並救援偶像劇「狼王子」劇組拍攝寵物兔畫面後隨意棄養的問題。[42]
- 2016年3月，參與「彌補動保法展演動物條文漏洞」修法討論會[43]
- 2017年1月，舉報新竹溫x儀兔中途連續假認養虐殺案件，由新竹市動保科偵辦。[44][45]
- 2017年夜宿愛兔之家志工營隊，辦理劍南山生態步道導覽、研討流浪犬貓對原生物種的影響。
- 2018年9月，緊急救援台中垃圾屋內大量繁殖過度的寵物兔事件 [46][47]
- 2018年6月，救援華山藝文自治區分屍案旁疑似要遭宰殺的兔子[48]
- 2018年7月，桃園林玉珍(網路暱稱王蓁蓁)連續虐殺寵物兔案件，協助桃園動保處偵辦。[49][50]
- 2020年參與動保聯盟發起的「動物保護入憲」議題[51]
- 2020年6月，網路論壇D卡虐兔影片案件緊急救援並成功揪出加害人。[52]
- 2020年7月，聯合台動保處、動平會、鳥語獸躍等團體，共同稽查京葉馬場(前身為石岡兔樂園)飼養設施與提供改善會議。[53]
- 2020年10月，因應展演動物法規生效，該會大量協助歇業觀光農場救援[54][55]
- 2021年1月，聯合動平會、鳥語獸躍等團體揭露觀光農場隨意安樂死生病動物事件。[56]
- 2020年12月，自基隆一處垃圾堆民宅內處救出超大量的兔子。[57][58][59]
- 2021年1月，動畫天竺鼠車車爆紅，與媒體合作製作飼養知識與預防棄養的新聞專題。[60][61]
- 2021年3月，協助收容愛鼠協會舉發雲林倉鼠大量繁殖案件中的寵物兔。[62][63]
- 2021年4月，舉發高雄展示宰殺與示範吃兔的影音違法事件，並將證據提交高雄市動保處偵辦。[64]
- 2021年4月，為天竺鼠發聲，提供研究機構文獻化解天竺鼠漢他病毒疑慮，爭取寵物天竺鼠可搭乘火車與高鐵。[65]
- 2021年8月，春天農場虐待動物案件，協助完成農場內的兔兔安置。[66][67]
- 2021年9月，高雄淨園農場不當飼養案件，愛兔協會協助安置園區內的所有天竺鼠與兔子。[68][69]
- 2022年4月，與多個動保團體聯合招開記者會，呼籲政府重視夜市遊戲贈送活體動物的亂象。[70][71][72][73][74]
- 2022年5月，協助台中某國小雞兔同籠動物區撤園，接回40多隻傷患兔。[75][76]
- 2022年5月，在公共政策網路參與平台發起「全面禁止以活體動物當遊戲贈品」的連署，並在一周內獲得超過5000份連署並達標，政府須依法正視此議題。[77][78][79]
- 2022年加入國家中心的實驗動物福利改善小組(3R)成員，改善實驗動物的動物福利。
- 2022與新北市政府合作推動寵物兔晶片制度[80]。
- 2023年2月，完成野兔八號的救傷與復育野放，是國內首次野兔的專案全程記錄。[81]
- 2023年3月，與新北市政府合作推動寵物兔絕育補助計畫，預防兔年衝動飼養後的大量繁殖問題。[82]
- 2023年9月，農委會寵物登記站正式開放欄位給寵物兔，寵物兔晶片制度正式進入政府系統。
- 2023年與農委會、新北市政府等多個單位共同推出台灣寵物兔飼養指南，提供做為飼主與業者的飼養參考[83][84]
- 2023年8月，完成野兔12、13、15的救傷與復育野放。[85]

## 教育合作
- 與晨星出版社合作出版「愛兔飼育照護大百科」一書。，(ISBN：9789861777986)[86]
- 國科會「來點科學的」寵物兔教育專題[87]
- 台北市動物福利認養app[88]
- 新小牛頓月刊1月2011第76期寵物兔專題[89]
- 協辦2011台北木柵動物園兔兔主題教育展(2011.01.31-年底)
- 台灣動物之聲雜誌專題[90]
- 新北市兒童及少年性交易緊急暨短期收容中心（觀馨園）學員公益合作[91]
- 展翅協會收收容少女展翅工坊合作[92] [93]
- 青少年安置機構「乘風學園」教育合作專案[94]
- 與多間兒少社福機構合(如忠義育幼院、天母育幼院、基督教救助協會、睦祥育幼院...)合作舉辦兔子姊姊教室[94][94]
- 與中華民國保護動物協會(APA)合作，持續開辦動保志工訓練銀行[95][96][97]

## 大兔子姐姐教室
大兔子姐姐教室是該會從創辦以來每年都持續進行的教育專案，課程志工會帶著兔兔進入校園或機構直接與小朋友(或大朋友)面對面上課，推廣正確飼養觀念與落實動福利，該課程每年授課人數至少都千人以上。
格致中學、麗山國中、龍埔國小、吳興國小、新北市兒童發展中心(特教班)、 介壽國小、新埔國小、同榮國小(資優班+特教班)、東園國小、永安國小、愛達幼稚園、重東森幼稚園、青青農場、濱江國小童軍團、新生國小、磊心托兒所、信義托兒所、蒙特梭利幼教中心、新和幼校新生雙語學校、長頸鹿雙語學校、洲美國小、實踐國小、大安國小、新莊讀經班、佳安幼稚園、志願服務中心、真理大學、東海大學、南港高工、師範大學、明德科大、客家電視台、慈濟電視台、協辦台北市動物保護先鋒營、芝山國小、木柵國小、健康國小、籠埔國小、格致中學、三興國小、自強國中特教班、後埔國小、民權國小、育苗安親班、扶輪社、樹林文林國小、博愛國小、內湖松山身心障礙中心、宏明幼兒園、中壢高鐵幼兒園、舊庄國小、南港高工特教班、博愛國小資優班、三峽介壽國小、扶青團、美國在臺協會、基督教勵友中心等等....

## 工作事項
該會習慣固定於每年初，整理過去一年各項工作紀錄例如案件量、教育課程、宣導事項、動保議題等等相關紀錄與連結，提供給社會大眾作檢閱或查詢。

## 外部連結
- 社團法人台灣愛兔協會官方網站 （页面存档备份，存于）
- 社團法人台灣愛兔協會Facebook粉絲專頁 （页面存档备份，存于）
- 愛兔時代寵物兔飼養知識網站 （页面存档备份，存于）